# خوک زگیل‌دار هندوچین
خوک زگیل‌دار هندوچین (نام علمی: Sus bucculentus) نام یک گونه از سرده خوک است.